# Asia Airways

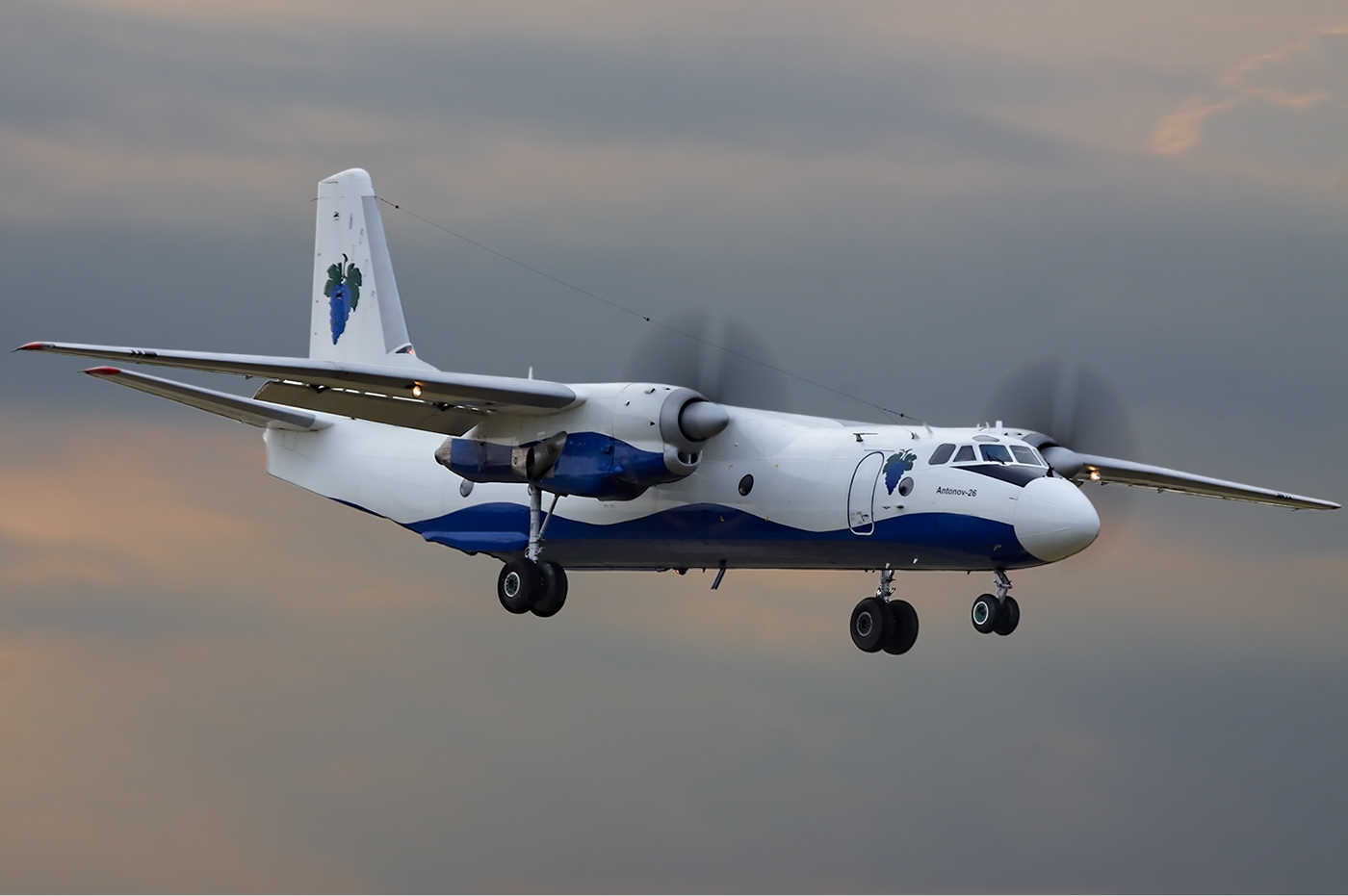
Літак Ан-26, що належить Asia Airways.

Asia Airways — колишня таджикистанська приватна авіакомпанія, заснована в 2007 році. Основним хабом авіакомпанії є міжнародний аеропорт Душанбе. Штаб-квартира авіакомпанії знаходиться в столиці Таджикистану — Душанбе. Припинила свою діяльність в 2015 році.
Авіакомпанія Asia Airways здійснює вантажні, пасажирські та чартерні авіаперевезення в основному в міста ряду азійських країн, таких як Афганістан, Іран, Індія, Пакистан, Китай і ОАЕ.
За наявними даними, авіакомпанія експлуатує літаки Ан-12, Ан-26, Іл-76 і Fokker 50.
Авіакомпанія Asia Airways рішенням Міністерства транспорту Республіки Таджикистан № 5(10.3) — 458 від 20.07.2011 року призначена національним вантажним перевізником (одним з національних вантажних авіаперевізників), активно бере участь у різних проектах перевезень. За завданням уряду республіки, літаками авіакомпанії привезено велику кількість вантажів, у тому числі спільно з російською авіакомпанією «Волга-Дніпро» два великовантажних станційних трансформатора по 127 тонн кожен для будівництва Сангтудінської ГЕС–2 за маршрутом Тегеран–Душанбе.
У листопаді 2015 року зареєстрований в реєстрі Asia Airways, але був переданий приватній авіакомпанії Ala International LTD з Об'єднаних Арабських Еміратів літак Ан-12 зазнав аварії в Південному Судані. За попередніми даними, літак впав при зльоті за 800 метрах від злітно-посадкової смуги. За словами представника президента Південного Судану, з 18 знаходилися на борту Ан-12 вижили троє — всі вони громадяни Південного Судану. Серед загиблих виявилися громадянин Росії і п'ять громадян Вірменії. Також були загиблі на землі. За останніми даними, рятувальники виявили на місці падіння тіла 36 жертв. Оператором останнього рейсу виступала авіакомпанія Allied Services Limited, що базується в Південному Судані, і займається вантажними перевезеннями.
Держслужба з питань нагляду і регулювання в галузі транспорту Таджикистану призупинила польоти Asia Airways після цієї авіакатастрофи. У відповідь на це, авіакомпанія Asia Airways заявила, що «потерпілий крах в Південному Судані 4 листопада цього року вантажний літак не зачіпає інтереси Таджикистану, так як належить приватній авіакомпанії „Ala International“, яка не є резидентом Республіки Таджикистан». Також у заяві було сказано, що «потерпілий крах в Південному Судані літак експлуатувався суданської авіакомпанією „Allied Services Limited“ за договором з власником судна „Ala International“. Літак виконував польоти під кодами цієї компанії (ASL)». Також авіакомпанією було заявлено наступне: «як докази представляємо план попереднього польоту розбився судна, виданий компанією „Allied Services Limited“. Тут чітко позначені всі деталі польоту. У графі ідентифікації повітряного судна стоїть код ASL цієї компанії. Крім того, на фотографії літака, яка опублікована в багатьох ЗМІ, помітно, що на повітряне судно нанесені бортові написи фактичного експлуатанта компанії Allied Services Limited». У заяві також було сказано, що згідно з чиказькою конвенцією, а також спільними авіаційними правилами Таджикистану, «видане свідоцтво про державну реєстрацію цивільного повітряного судна не є документом, що засвідчує майнові права власника повітряного судна. Отже, занесення цього літака в реєстр цивільних судів Республіки Таджикистан не говорить про те, що власником судна була компанія Asia Airways або сама держава реєстрації». Далі в заяві йдеться, що «міжнародне повітряне право не забороняє експлуатувати літаки, не зареєстровані на території держави, де відбуваються польоти. Як приклад можна навести російські авіакомпанії — „Аерофлот“, „Трансаеро“, літаки яких зареєстровані на Віргінських островах, але літають у Росії. Таким чином, ні Таджикистан, ні авіакомпанія Asia Airways не порушували вимог конвенції і спільних авіаційних правил Таджикистану».
Крім того, в заяві авіакомпанії було відзначено, що в міжнародному авіаційному законодавстві закріплено право повної або часткової передачі відповідальності за експлуатацію повітряного судна одній із сторін за договором. Авіакомпанія Asia Airways згідно з укладеним договором з власником судна повністю передала компанії «Ala International» відповідальність за безпечну експлуатацію повітряного судна, забезпечення безпеки польотів, підтримання льотної придатності тощо.